# Sairah Choque
Sairah Choque (Puno, Perú) es una comunicadora quechua, presentadora, locutora de radio y maestra de ceremonias.

## Biografía
Sairah Choque, nacida en el distrito de José domingo Choquehuanca, provincia de Azángaro, región Puno, tiene más de 
10 años en la difusión y revaloración del quechua en medios de comunicación como radio onda azul, radio tv aswanqhari y en la actualidad trabaja en el IRTP; es conocida por ser una de las conductoras del programa Ñuqanchik, primer noticiero en quechua de la televisión pública peruana, programa que junto a jiwasanaka son reconocidas por importantes medios internacionales como The New York Times.
Otra de las facetas donde se desarrolla es de realizadora audiovisual en proyectos independientes.

## Reconocimientos
Belleza del altiplano 2013

## Cargo Político
Regidora en la Municipalidad distrital de José Domingo Choquehuanca en el periodo 2015-2018 